# Legender från Övärlden
Legender från Övärlden (japanska: ゲド戦記 Gedo senki, 'Geds krigskrönika'?) är en japansk animerad äventyrsfilm från 2006. Filmen, som innebar regidebut för Gorō Miyazaki, hade biopremiär den 29 juli 2006 i Japan. Den animerades på Studio Ghibli.
Filmen är en bearbetning av Ursula Le Guins berättelser om Övärlden.

## Bakgrund
Bakgrunden till filmversionen är att Hayao Miyazaki i början av 1980-talet bad Le Guin om tillåtelse att få animera berättelserna om Övärlden. Le Guin, som på den här tiden var obekant med Miyazaki och med anime rent generellt, tackade nej till förfrågan. Långt senare, efter att Le Guin fått se Min granne Totoro, ändrade hon uppfattning och ansåg att om någon skulle få tillåtelse att regissera en Övärlden-film, skulle det vara Hayao Miyazaki. Den tredje och fjärde av böckerna användes som utgångspunkt för Legender från Övärlden. Filmen gjordes vid en tid när Hayao Miyazaki var upptagen med att producera Det levande slottet, så han kunde då inte ställa upp som regissör. Istället hamnade Hayaos son Gorō, också han djupt fascinerad av Le Guins sagovärld, i regissörstolen.

## Betydelsen av ett nej
Efter att Hayao Miyazaki fått avslag från Ursula Le Guin på sitt filmförslag på tidigt 1980-tal, gavs Miyazaki istället tid åt att utarbeta historierna om Nausicaä till manga och, slutligen, som film. Succén med filmen Nausicaä från Vindarnas dal ledde till att Studio Ghibli skapades.

## Rollista
- Ged (japansk röst: Bunta Sugawara; engelsk röst: Timothy Dalton)
- prins Arren (Jun'ichi Okada, Matt Levin)
- Therru/Tehanu (Aoi Teshima, Blaire Restaneo)
- Tenar (Jun Fubuki, Mariska Hargitay)
- kungen (Kaoru Kobayashi, –)
- drottningen (Yui Natsukawa, –)
- häxan Cob (Yūko Tanaka, Willem Dafoe)
- Usagi (Teruyuki Kagawa, Cheech Marin)
- handelsman (Mitsuko Baisho, –)

Källor: 